# IJsland op het Eurovisiesongfestival 2014

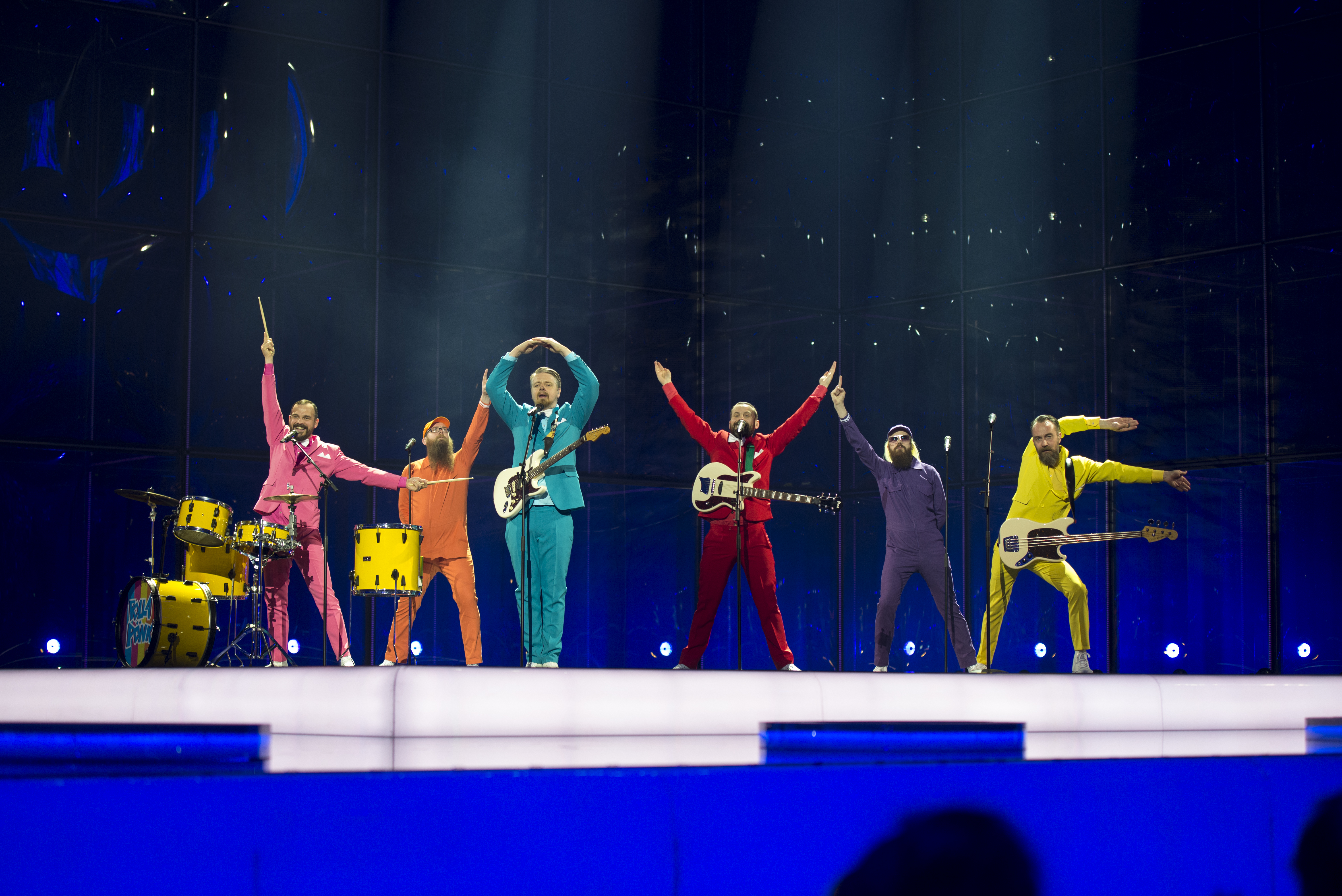
Pollapönk eindigde namens IJsland op de vijftiende plek in Kopenhagen

IJsland nam deel aan het Eurovisiesongfestival 2014 in Kopenhagen, Denemarken. Het was de 27ste deelname van het land op het Eurovisiesongfestival. RUV was verantwoordelijk voor de IJslandse bijdrage voor de editie van 2014.

## Selectieprocedure
Op 3 september 2013 maakte de IJslandse openbare omroep bekend te zullen deelnemen aan het Eurovisiesongfestival van 2014. Söngvakeppnin zou opnieuw dienstdoen als nationale voorronde. RUV gaf componisten en tekstschrijvers tot 14 oktober de tijd om inzendingen naar de omroep te sturen. Enkel inwoners van IJsland mochten deelnemen, maar deze mochten wel samenwerken met buitenlanders. Elke componist mocht maximaal met twee nummers deelnemen aan de preselectie, voor tekstschrijvers was er geen limiet. Elk nummer moest verplicht in het IJslands vertolkt worden. Voor het Eurovisiesongfestival zelf mocht het nummer eventueel wel vertaald worden naar een andere taal. Er werden in totaal 297 inzendingen ontvangen, 57 meer dan het voorgaande jaar en 147 meer dan twee jaar eerder.
RUV ging na het aflopen van de deadline samen met de deelnemende componisten op zoek naar de artiesten die het best bij het nummer pasten. Voor het eerst hing ook een geldprijs vast aan de overwinning in Söngvakeppnin: de winnaar zou met 1 miljoen IJslandse kronen aan de haal gaan, omgerekend iets meer dan 6.000 euro.
Er streden tien acts voor het IJslands ticket naar Kopenhagen, oftewel twee minder dan in 2013 en vijf minder dan in 2012. Er werden twee halve finales georganiseerd, waarin telkens vijf artiesten het tegen elkaar opnamen. De televoters mochten telkens autonoom beslissen welke de twee artiesten waren die door mochten naar de finale. Na afloop van de twee halve finales deelde de vakjury nog twee wildcards uit. In de grote finale traden aldus zes artiesten aan. Zowel vakjury als publiek bepaalden eerst wie de twee superfinalisten waren. In die superfinale kregen de televoters uiteindelijk het laatste woord om de IJslandse kandidaat voor Kopenhagen te kiezen.
De shows werden allen uitgezonden vanuit Háskólabíó, een theater in hoofdstad Reykjavík. De namen van de tien deelnemers aan de IJslandse preselectie werden op 17 december 2013 vrijgegeven. Söngvakeppnin werd gepresenteerd door Ragnhildur Steinunn Jónsdóttir en Guðrún Dís Emilsdóttir. Uiteindelijk plaatsten Sigríður Eyrún Friðriksdóttir en de groep Pollapönk zich voor de superfinale, waarin laatstgenoemde met de eindoverwinning aan de haal ging. Voor het Eurovisiesongfestival werd hun nummer Enga fordóma vertaald naar het Engels, en kreeg het als titel No prejudice.

## Söngvakeppnin 2014

#### Eerste halve finale
1 februari 2014
| Volgorde | Artiest                   | Lied              |
| -------- | ------------------------- | ----------------- |
| 1        | Sverrir Bergmann          | Dönsum burtu blús |
| 2        | Greta Mjöll Samúelsdóttir | Eftir eitt lag    |
| 3        | Gissur Páll Gissurarson   | Von               |
| 4        | Ásdís María Viðarsdóttir  | Amor              |
| 5        | Vignir Snær Vigfússon     | Elsku þú          |

#### Tweede halve finale
8 februari 2014
| Volgorde | Artiest                       | Lied               |
| -------- | ----------------------------- | ------------------ |
| 1        | Sigríður Eyrún Friðriksdóttir | Lífið kviknar á ný |
| 2        | Guðrún Árný Karlsdóttir       | Til þín            |
| 3        | FUNK                          | Þangað til ég dey  |
| 4        | Guðbjörg Magnúsdóttir         | Aðeins ætluð þér   |
| 5        | Pollapönk                     | Enga fordóma       |

#### Finale
15 februari 2014
| Volgorde | Artiest                       | Lied               |
| -------- | ----------------------------- | ------------------ |
| 1        | FUNK                          | Þangað til ég dey  |
| 2        | Ásdís María Viðarsdóttir      | Amor               |
| 3        | Sigríður Eyrún Friðriksdóttir | Lífið kviknar á ný |
| 4        | Gissur Páll Gissurarson       | Von                |
| 5        | Greta Mjöll Samúelsdóttir     | Eftir eitt lag     |
| 6        | Pollapönk                     | Enga fordóma       |

Superfinale
| Plaats | Artiest                       | Lied               |
| ------ | ----------------------------- | ------------------ |
| 1      | Pollapönk                     | Enga fordóma       |
| 2      | Sigríður Eyrún Friðriksdóttir | Lífið kviknar á ný |

## In Kopenhagen
IJsland moest in Kopenhagen eerst aantreden in de eerste halve finale, op dinsdag 6 mei. Pollapönk trad als vijfde van zestien acts aan, na Sanna Nielsen uit Zweden en net voor Hersi uit Albanië. Bij het openen van de enveloppen bleek dat IJsland zich had weten te plaatsen voor de finale. Na afloop van de finale werd duidelijk dat Pollapönk op de achtste plaats was geëindigd in de eerste halve finale, met 64 punten.
In de finale trad Pollapönk als vierde van 26 acts aan, net na Dilarə Kazımova uit Azerbeidzjan en gevolgd door Carl Espen uit Noorwegen. Aan het einde van de puntentelling stond IJsland op de vijftiende plaats, met 58 punten.